# ماريا غارلاند
ماريا غارلاند (بالدنماركية: Maria Garland)‏ هي ممثلة دانمركية، ولدت في 16 مايو 1889 بالدنمارك، وتوفيت في 26 أكتوبر 1967 في ألمانيا.

## وصلات خارجية
- ماريا غارلاند على موقع IMDb (الإنجليزية)
- ماريا غارلاند على موقع قاعدة بيانات الأفلام السويدية (السويدية)
- ماريا غارلاند على موقع قاعدة بيانات الفيلم (الإنجليزية)
- ماريا غارلاند على موقع كينوبويسك (الروسية)